# Sinikka Sipilä
Sinikka Sipilä (Finlandia, 3 de septiembre de 1951) es una bibliotecaria finlandesa, presidenta de la Federación Internacional de Asociaciones de Bibliotecarios y Bibliotecas - IFLA de 2013–2015, quien promovió la Declaración de Lyon, una petición global para conectar las asociaciones bibliotecarias y bibliotecas con las prioridades de los Objetivos de Desarrollo Sostenible de la ONU. Sipilä fue presidenta electa de la IFLA 2011–2013 e integrante de la junta de gobierno de 2007 a 2011 en dicha Federación. También fue secretaria general de la Asociación de Bibliotecarios Finlandeses 1997–2015.

## Inicios
Sipilä creció en Hauho una pequeña localidad rural finlandesa y estudió en Universidad de Tampere para obtener su maestría en Ciencias Sociales, Ciencias Bibliotecarias e Informática en 1990. El tema de su tesis fueron las bibliotecas prisión.

## Carrera
Sipilä trabajó como bibliotecaria en la Biblioteca de la ciudad de Hämeenlinna y la Universidad de Tampere y más tarde como coordinadora de cooperación bibliotecaria con países como Tanzania, Filipinas, Sudáfrica, Namibia, Senegal y Ghana, y representó el sector bibliotecario finlandés en la Cumbre Mundial en la Sociedad de la Información - WSIS.

### Asociación de Bibliotecarios Finlandeses
Sipilä ejerció como secretaria general de la Asociación de Bibliotecarios Finlandeses de 1997–2015 y fue co-coordinadora del Congreso Mundial de Información y Bibliotecas de 2012 en Helsinki.

### La Federación Internacional de Asociaciones de Bibliotecarias y Bibliotecas
Sipilä trabajó en numeroso roles de la Federación Internacional de Asociaciones de Bibliotecarios y Bibliotecas (IFLA) incluyendo ser integrante de la Comisión Permanente y también coordinadora de la Sección de Administración de Asociaciones de Bibliotecas (MLAS por sus siglos en inglés); fue parte de la delegación de la IFLA ante la Cumbre Mundial en la Sociedad de la Información (WSIS) de la ONU; parte de la Junta de Gobierno de la IFLA 2007-2013; así como presidenta de la IFLA 2013-2015, uno de los más altos cargos en el ámbito bibliotecario mundial.

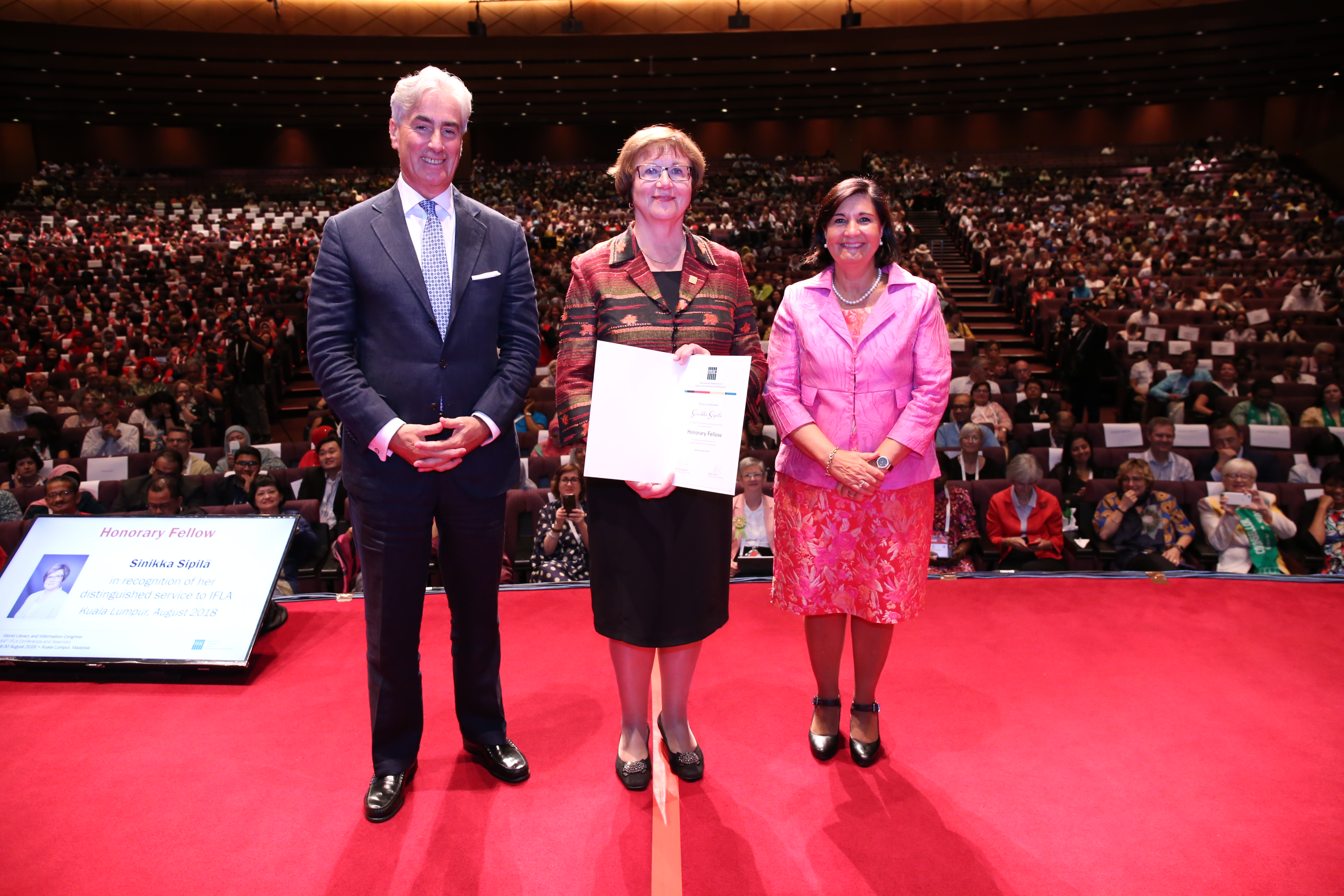
Mención como Socia Honoraria de IFLA, Sinikka Sipilä (centro) con el Secretario General de IFLA Gerald Leitner y la presidenta de IFLA Glòria Pérez-Salmerón en el Congreso Mundial de Información y Bibliotecas, en Kuala Lumpur, 2018

Para su presidencia de la Federación Internacional de Asociaciones de Bibliotecarios y Bibliotecas Sipilä escogió como tema de su mandato "Bibliotecas Fuertes, Sociedades Fuertes" para promover iguales oportunidades y acceso equitativo al aprendizaje a lo largo de la vida y para promover una ciudadanía informada alrededor del mundo quienes activamente participen en su comunidad y promuevan el desarrollo sostenible, intelectual y el crecimiento económico así como general bienestar.
Durante la presidencia de Sipilä, la IFLA por ser la organización bibliotecaria representante mundial de los bibliotecarios se unió a la iniciativa de la Agenda 2030 de Naciones Unidas para alcanzar los Objetivos de Desarrollo Sostenible. Esto animó todas las bibliotecas alrededor del mundo para trabajar a alcanzar los 17 Objetivos mediante el acceso a la información para sus comunidades. Sipilä representó el campo bibliotecario en eventos como la Conferencia Internacional sobre Internet y las transformaciones Socioculturales en la Sociedad de la Información. Sipilä fue presidenta de la IFLA cuando se lanzó la Declaración de Lyon, declaración que fue apoyada por más de 600 instituciones alrededor del mundo con la idea de mejorar el acceso a información para el desarrollo, basada en la idea que el acceso a la información es un pilar fundamental para desarrollo sostenible.
Sipilä completó su mandato como presidenta de la IFLA en 2015 en el Congreso Mundial de Información y Bibliotecas en Ciudad de Cabo y fue sucedida por la bibliotecaria estadounidense Donna Sheeder. En su discurso Sipilä enfatizó sobre el rol de las bibliotecas en la sociedad, particularmente en África, debido a la participación activa de la ciudadana, la libertad de expresión y el acceso a información, valores roclamados en la Declaración de Ciudad del Cabo Ella animó a las asociaciones de bibliotecarios y a las bibliotecas a buscar ser escuchados por políticos y tomadores de decisiones, para no solo mostrar los beneficios de las bibliotecas en la sociedad, sino también para hacerles ver que dichas instituciones son una herramienta clave para ayudarles a alcanzar sus mandatos para fortalecer el desarrollo comunitario. Sinikka Sipilä fue reconocida como Socia Honoraria de la IFLA dado su valioso servicio al ámbito bibliotecario.